# أبيجيل هايندمان
أبيجيل هايندمان (بالإنجليزية: Abigail Hyndman)‏ هي متسابقة ملكة الجمال وعارضة بريطانية، ولدت في 1990 في رود تاون في جزر العذراء البريطانية.